# 光泳
光泳（英語：Photophoresis）是指懸浮在氣體（氣溶膠）或液體（氣溶膠）中的小粒子，當被足夠強度的光照射時，會開始往遠離光源的方式移動的現象。光泳的原因是因為在流體中的小粒子，受光照射後出現不均勻溫度分佈所造成。